# Орден Республіки Македонія
Орден Республіки Македонія - найвища державна нагорода Республіки Північна Македонія. Складається з орденського знаку на ланцюгу та орденської зірки. Орденська зірка має основну круглу форму зірки розміром 91 мм. Медальон орденської зірки ідентичний нагрудному знаку. Він має круглу форму розміром 57 мм. До ланцюга прив'язують орденський знак з відповідним вузлом розміром 3,5 см. Дві форми ланок, скомпоновані почергово з’єднанням довжиною 80 см, складають ланцюг знака. Розміри кілець обмежені заданою довжиною ланцюга.

## Компоненти
- Щит від зірки являє собою зображення злитих хвилястих тютюнових променів, які мають сферичний кінець у верхній частині, в який вставлені рубіни. У центральне поле вставляється відповідний рубін. Центральний медальйон навколо рубіна має стилізацію рослинних елементів, а стилізовані піддони оточують центральну частину медальйону. Крайовий вінок медальйону складається з ромбової нитки.

- Медальон ордену ідентичний центральному медальйону орденської зірки.

- Сполучною ланкою між ланцюгом і орденським знаком є стилізація гордієвого (Гераклітового) вузла та деталі з полів Болонського псалтиря.

- Орден має відповідну мініатюрну стрічку розмірами (1,5 мм на 3,5 мм) червоного кольору з двома паралельними жовтими нитками. Порядковий номер медалі, клеймо на чистоту металу, з якого вона виготовлена, та клеймо підприємства-виготовлювача штампуються на звороті нагрудного знака та медальної зірки.

Орден Республіки Північна Македонія виготовлений із 18-каратного золота, має родійовані елементи, належним чином тоновану гарячу емаль та дорогоцінне каміння, в сучасній техніці ювелірної ковки.
Кожен орден і знак мають відповідну коробку, певного кольору, який розмірно відповідає розмірам ордена. На кришці скриньки з позолотою назва медалі.
Стрічки для медалей виготовлені з маринованого шовку встановленого кольору та розміру.

## Критерій
Орденом Республіки Македонія нагороджуються:
- найвизначніші особи та юридичні особи, які мають особливі заслуги у здійсненні гідності, суверенітету, незалежності та територіальної цілісності Республіки Македонія, а також за надзвичайні результати, досягнуті на цивільному та військовому рівні;
- найвидатніші особистості, які внесли винятковий внесок у розвиток і зміцнення мирного співробітництва та дружніх відносин між Республікою Македонія та іншими країнами, а також у зміцнення її міжнародного становища та репутації;
- державні та неурядові організації, асоціації, а також особи, які своєю працею та діяльністю досягають виняткових результатів, важливих для утвердження Республіки Північна Македонія в галузі науки, мистецтва, освіти, економіки, людства тощо, на внутрішньому та міжнародному рівні, а особливо особи, які у сфері своєї роботи, тобто професійної діяльності, отримали найвищі нагороди, тобто найпрестижніші визнання міжнародного значення та
- Глави держав і урядів, а також інші видатні іноземні діячі за надзвичайні заслуги в розвитку і зміцненні дружніх відносин і співпраці Республіки Македонія з іншими країнами.

## Лицарі
Колишні президенти Македонії та три відомі установи нагороджені орденом Республіки Македонія.
| Ім'я та прізвище                   | Рік      | Заслуга |
| ---------------------------------- | -------- | --- |
| Кіро Глігоров                      | 2005 рік | Перший президент Республіки Македонія |
| Борис Трайковський                 | 2005 рік | Посмертно призначений. Другий президент Республіки Македонія |
| MANU                               | 2007 рік | за винятковий внесок у визначення національної політики та розвиток наукової та художньої творчості, а також за заохочення та координацію науково-дослідницької діяльності, важливої для загального розвитку та утвердження македонської науки та держави |
| Університет «Св. Кирила і Мефодія» | 2007 рік | за досягнуті виняткові результати у багаторічній науковій, викладацькій та прикладній діяльності, що зробили вагомий внесок у загальний розвиток та утвердження Республіки Македонія як сучасної демократичної держави у світі                            |
| Македонська православна церква     | 2007 рік | за роль опори національного і духовного буття і як охоронця і стверджувача національної ідентичності македонського існування |
| Методія Андонов-Ченто              | 2011 рік | Посмертно призначений. Перший президент македонської держави і перший президент президії АСНОМ |
| Джордж Вокер Буш                   | 2015 рік | 43 Президента Сполучених Штатів Америки за великий внесок у побудову дружніх відносин між Республікою Македонія та Сполученими Штатами. |